# Napoleão Bernardes
Napoleão Bernardes (Blumenau, 28 de setembro de 1982) é um advogado e político brasileiro. Foi Prefeito de Blumenau durante dois mandatos. Atualmente, filiado ao PSD, exerce o mandato de deputado estadual por Santa Catarina.

## Carreira política
Bernardes iniciou a sua carreira política no PSDB. Disputou sua primeira eleição em 2000, completando 18 anos no curso da campanha para vereador. Nesta ocasião, fazendo 768 votos.
Elegeu-se vereador por Blumenau em 2008 e, na eleição de 2012, foi eleito prefeito de Blumenau com pouco menos de 130 mil votos (ou 70,70% dos votos válidos). Foi o prefeito mais novo da história do município.

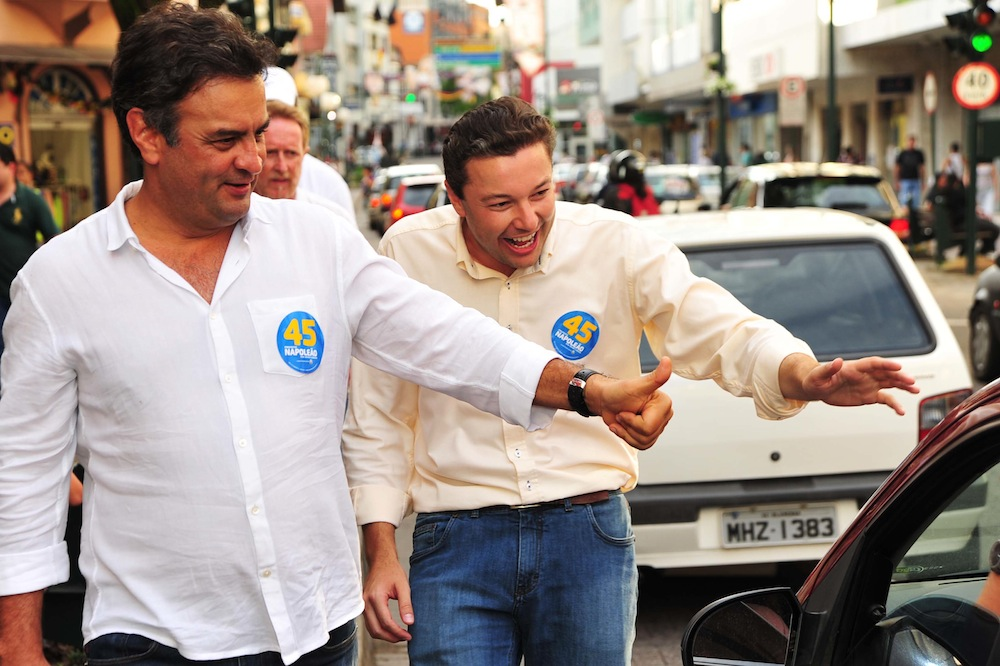
Bernardes recebe o senador tucano Aécio Neves (MG) durante a sua campanha para prefeito de Blumenau, em 2012.

Na eleição de Blumenau em 2016, Bernardes foi reeleito, derrotando Jean Kuhlmann (PSD) novamente em disputa de segundo turno. Renunciou ao seu segundo mandato em abril de 2018, pretendendo disputar algum cargo majoritário na eleição daquele ano. Na ocasião, o senador Paulo Bauer (PSDB) pretendia concorrer a governador pelo seu partido, o que dificultou as negociações em torno da sua candidatura.
Bernardes integrou a chapa liderada por Mauro Mariani (MDB), que concorria a Governador de Santa Catarina na eleição de 2018. A chapa logrou 23,21% dos votos, alcançando a terceira posição no pleito. Após um desempenho mais fraco do que esperado, em fevereiro de 2019, o ex-prefeito de Blumenau deixou o PSDB e retornou brevemente ao exercício da advocacia. Em carta aberta, Bernardes manifestou que sentia ser o momento para vivenciar um período de reflexão sem filiação partidária.
Após assumir a presidência do PSD de Santa Catarina, o deputado Milton Hobus convidou Napoleão Bernardes para o partido. O movimento recebeu o apoio da executiva estadual do partido, especialmente do deputado Júlio Garcia e dos ex-governador Raimundo Colombo.
Na eleição de 2022, Bernardes concorreu a deputado estadual e foi eleito com 36.923 votos.